# Toronto Lake (Kansas)
Toronto Lake is een kunstmatig meer in de Amerikaanse staat Kansas. Het meer werd gegraven als gevolg van de Flood Control Act of 1941 door het United States Army Corps of Engineers, en is in 1960 opengesteld voor recreatief gebruik. Het meer bevindt zich ongeveer 6 kilometer ten zuidoosten van het stadje Toronto in Kansas.